# Rombach-le-Franc
Rombach-le-Franc är en kommun i departementet Haut-Rhin i regionen Grand Est (tidigare regionen Alsace) i nordöstra Frankrike. Kommunen ligger i kantonen Sainte-Marie-aux-Mines som tillhör arrondissementet Ribeauvillé. År 2022 hade Rombach-le-Franc 785 invånare.

## Befolkningsutveckling
Antalet invånare i kommunen Rombach-le-Franc
| Referens: INSEE |